# Mulanje
Mulanje   este un oraș  în  sudul statului Malawi, la poalele masivului Mulanje, la granița cu Mozambicul. Este reședința  districtului  Mulanje.